# Flooded
Flooded es el cuarto episodio de la sexta temporada de Buffy the Vampire Slayer. El episodio es titulado "Bajo el Agua" en América Latina e "Inundados" en España.

## Argumento
Buffy (Sarah Michelle Gellar) intenta arreglar una cañería en el sótano de su casa. Dawn (Michelle Trachtenberg) está en las escaleras, observando y diciendo que habría que llamar al fontanero. Buffy aparentemente arregla la cañería pero luego empieza a salir todavía más agua, inundando el sótano.
El fontanero les informa de que tienen que cambiar todas las cañerías y que no será barato. El grupo lleva a Buffy a la sala y comienzan a hablarle de facturas y de que no tiene dinero porque casi todo se fue en intentar en pagar las facturas del hospital. Anya (Emma Caulfield) sugiere que puede cobrar por cada vampiro que cace, lo que le lleva a una discusión con Dawn, que dice que no. Al consultar con Xander (Nicholas Brendon), éste da la razón a Dawn y Anya se va enfadada de la casa, con Xander detrás. Anya le reprocha que nunca se ponga de su lado y que tampoco haya anunciado su compromiso.
En un banco Buffy, intenta conseguir un préstamo, cuando llega un demonio para robar. Buffy lucha con él, pero el demonio escapa y no consigue el préstamo. En la tienda de magia, buscan al demonio ladrón. Tara (Amber Benson) autoriza a Dawn para que se una a la búsqueda y encuentran al demonio. Giles (Anthony Head) abre la puerta y, feliz de volver a ver a Buffy, la abraza. En el gimnasio, Giles y Buffy hablan de cómo se siente ella, quien confiesa que todavía tiene pesadillas.
En otro sótano, el demonio habla con Jonathan (Danny Strong), Warren (Adam Busch) y Andrew (Tom Lenk), quienes le encargaron el robo ya que se han aliado con la idea de convertirse en villanos y necesitan dinero para sus planes. El demonio exige su pago: la cabeza de la Cazadora. El trío sigue discutiendo qué hacer, dos de ellos deciden que no pueden matar a Buffy, pero Warren le da en secreto la dirección de la chica. En casa de las Summers, Buffy le está dando algunas cosas a Giles para que duerma en el sofá y le habla sobre sus problemas financieros.
En la cocina de casa Summers, Willow se jacta frente a Giles de como llevó a cabo el ritual para resucitar a Buffy, pero éste enfadado le reprocha su estupidez por hacer un hechizo de semejante naturaleza tachándola de arrogante, a lo que ella responde que su nivel de magia es muy elevado así que no se atreva a hablarle así nuevamente. Fuera de la casa está Buffy y ,cuando llega Spike, le cuenta que está disimulando para no hacer daño a los demás y también que necesita dinero. Dentro de la casa, mientras Giles y Dawn hablan, aparece el demonio y ataca a Dawn. Buffy escucha sus gritos y va a pelear con él, pero como no quiere romper muchas cosas le lleva hasta el sótano, donde acaba con él.
Al día siguiente, la pandilla intenta arreglar cosas, pero muchas de ellas no tienen arreglo. Entonces suena el teléfono. Buffy dice que era Ángel y que va a encontrase con él.

### Análisis
Willow Rosenberg comienza a ser cada vez más adicta a la magia, cosa que puede relacionarse con la adicción a las drogas, aunque Rob Cover en Slayage en su artículo Bliss and Time: Death, Drugs, and Posthumanism in Buffy the Vampire Slayer afirma que esto sería «una lectura simplista que elimina la posibilidad de ver a Willow a través de las nociones de intimidación, el poder fallido y el retorno a la identidad de la víctima.»

## Reparto

### Personajes principales
- Sarah Michelle Gellar como Buffy Summers.
- Nicholas Brendon como Xander Harris.
- Alyson Hannigan como Willow Rosenberg.
- Emma Caulfield como Anya Jenkins.
- Michelle Trachtenberg como Dawn Summers.
- James Marsters como Spike.

### Apariciones especiales
- Anthony Stewart Head como Rupert Giles.
- Amber Benson como Tara Maclay.
- Danny Strong como Jonathan Levinson.
- Adam Busch como Warren Mears.
- Tom Lenk como Andrew Wells.

### Personajes secundarios
- Todd Stashwick como Demonio M'Fashnik.
- Michael Merton como Mr. Stavitsky.
- John Jabaley como Tito.
- Brian Kolb como Vigilante de banco.

## Producción